# Le Verneil
Le Verneil – miejscowość i gmina we Francji, w regionie Owernia-Rodan-Alpy, w departamencie Sabaudia.
Według danych na rok 1990 gminę zamieszkiwało 70 osób, a gęstość zaludnienia wynosiła 9 osób/km² (wśród 2880 gmin regionu Rodan-Alpy Le Verneil plasuje się na 1549. miejscu pod względem liczby ludności, natomiast pod względem powierzchni na miejscu 1297.).